# ボカロ (音楽ジャンル)
ボカロ（音楽ジャンル）とは、狭義にはヤマハが開発した音声技術「VOCALOID」を応用したソフトウェアで製作された楽曲群（ボーカロイド曲、ボカロ曲）を指す。このジャンルを音楽シーンに築いたのはクリプトン社の「初音ミク」とされる。ボカロ曲を制作する音楽家はボカロPと呼ばれる。
なお、広義には「VOCALOID」だけでなく「UTAU」「CeVIO」「Synthesizer V」「NEUTRINO」「初音ミク NT」などの他社製音声合成ソフトを使用した楽曲全般も含めて「ボカロ曲」と呼ばれることがあり、商標の普通名称化が進んでいる。

## 概要
「ボーカロイド曲」は「UGC」と称される「自主制作コンテンツ」の文化を生み出した存在として知られ、ニコニコ動画やYouTube上で多数アップロードされて人気コンテンツの一つとなっている。
「ボーカロイド文化」はクリプトン社の「初音ミク」の登場と共に誕生し、ミクの歌声と共に日本の音楽シーンにジャンルが築かれていったとされている（→#歴史、初音ミク#初音ミク現象・影響）。
ニコニコ動画では、VOCALOIDを使用したオリジナル曲に対して、再生回数が10万回を突破したものには「VOCALOID殿堂入り」、100万回を突破したものには「VOCALOID伝説入り」、1000万回突破したものには「VOCALOID神話入り」のタグが付けられる。

## 歴史

### VOCALOID開発前のロボット曲

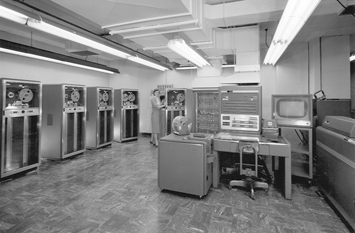
IBM 704

『デイジー・ベル』は、世界で初めてコンピュータが歌った歌として知られる。1961年、ベル研究所のIBM 704が歌った。音声合成の主プログラムはジョン・ケリーとキャロル・ロックボーム（Carol Lockbaum）が、伴奏はマックス・マシューズがプログラミングした。それを録音したものは、全米録音資料登録簿に登録されている。

### VOCALOID開発から初音ミクの登場前
2000年当時、打ち込み音源で唯一表すことができなかった「歌声」を音源として表現できるものを目指して剣持秀紀とバルセロナのポンペウ・ファブラ大学の共同開発が始まった。
2004年には最初のバージョンが出来上がり、クリプトン社からVOCALOID技術を紹介されたZERO-G社により同年3月に男声の「LEON」と女声の「LOLA」として発売されたが、商業的には失敗した（LOLAは平沢進がアルバム『白虎野』や『パプリカ オリジナルサウンドトラック』、2005年以降のライブ等にて使用している）。
2004年11月、ZERO-G社の反省を踏まえてクリプトン社から日本初のVOCALOIDである女声の「MEIKO」が発売され、3000本ほどの売上を達成し、大ヒットを記録した。しかし、2006年2月発売の男声のVOCALOID「KAITO」は500本しか売れず、商業的には失敗した。
この時期にはmuzieなどの音楽配信サイトにMEIKOの楽曲が投稿されることはあったが、「ボカロシーン」と称されるものや多数のリスナーの存在はなかった。これには2006年12月にサービスを開始したニコニコ動画などの存在がなかったことも影響していると考えられている。初音ミクより前のボーカロイド達は「現象」を起こすことが出来ず、仮にミクが成功していなかった場合は売上不振により歴史を終えていた可能性もあったと言われている。

### 初音ミクの登場 - 初音ミク現象
2007年8月31日に発売されたクリプトン社の「VOCALOID2 初音ミク」の登場からボカロ業界が動き出したとされている。
初音ミクはクリプトン社による“合成音声を仮想の少女に歌わせる（架空のキャラクターが歌う）”イメージを推し出したソフトで、当時のVOCALOIDの売上不振・YAMAHA側の開発規模の縮小によりVOCALOIDシリーズが断絶の危機にあった中、初動から想定以上の大ヒット。初音ミクは音楽という枠に留まらず様々なメディアミックスで快進撃を続けた。
2022年-23年頃には、ミクは「音楽革命」（変革）をもたらしたと回顧されるほど音楽業界に多大な影響を与えていくことになる。
2007年9月3日投稿の動画『初音ミクが来ないのでスネています』の投稿者がアイドルマスター文化の影響で「ワンカップP」と命名されたことからボカロ曲などを製作する人を指す言葉「ボカロP」という言葉も生まれた。当時、公式イラストが3枚しかなかったが、2007年9月4日にはOtomaniaによって『VOCALOID2 初音ミクに『Ievan Polkka』を歌わせてみた』が投稿され、初音ミクをデフォルメした二次創作キャラクター「はちゅねミク」が創作されるなど、音楽に付随する要素の創作も進められた。
また、2007年9月13日に投稿されたOSTER projectの『恋スルVOC@LOID』、同年9月20日に投稿されたika_mo（鶴田加茂）の楽曲『みくみくにしてあげる♪【してやんよ】』、同年9月25日に投稿された『Packaged』、2007年10月5日に投稿された『celluloid』などの楽曲を筆頭に、VOCALOIDとしての「初音ミク」に焦点を当てた楽曲が数多く投稿された。また、当時は「ボカロ」というカテゴリがニコニコ動画に存在していなかったことから「演奏してみた」などのカテゴリでボカロ曲を投稿していた人が多かった。
この頃、初音ミクの歌は恋愛ソングが多く、次第にコメントを通して作り手と受け手の間で広まりを見せていった。また鮎川ぱては、初音ミク発売後1年ほどは「萌えカルチャー」としてのボカロ曲が多かったと語っている。
2007年12月3日、初音ミクの権利元「クリプトン・フューチャー・メディア」はコンテンツ投稿サイト「ピアプロ」を開設し、「キャラクター利用のガイドライン」を発表した。以降、非営利の個人がキャラクターとしての初音ミクを自由に利用できるようになり、「ピアプロ」を通してのクリエイター間での結びつきが強まり、初音ミク関連の創作活動が活発化した。また、2007年11月から始まった即売会「THE VOC@LOiD M@STER」（通称: ボーマス）は、ボカロPによる同人音楽CDの頒布などが実施される交流の場として定着した。

### メルトショック〜キャラクターソングから一つの音楽ジャンルへ
2007年12月7日発表のryoのボーカロイド曲『メルト』は「VOCALOIDとしての初音ミク」でなく、「1人の少女としての初音ミク」を映し出した楽曲となり、以降、VOCALOIDではない「一人の個人としてのVOCALOID」を描く楽曲も誕生していった。『メルト』の誕生は「歌ってみた」のブームを巻き起こし、生身の人間歌手(歌い手)が歌ってもボカロ曲と呼びニコニコ動画上の「ボカロ」タグを貼る様になった。
一方の初音ミクにとってもバーチャルシンガーとして広く受け入れられ、役割を大きく広げるきっかけとなった。そして初音ミクが発売されてから1年を過ぎた頃からボカロ曲のリスナーの男女比が1対1となり、次第に「萌えカルチャー」としてのボカロ曲から「音楽ジャンル」としての初音ミクへと変化していく。
2008年4月に投稿されたcosMo@暴走Pの楽曲『初音ミクの消失』などの「ボカロならでは」の音楽も数多く製作されていた中でVOCALOIDソフトを利用したことによる音楽上の発見がなされ「早口で棒読みな歌唱」「人間では難い広音域」などを用いた楽曲や「初音ミクのネギを振るったイエヴァン・ポルッカに似た曲調の楽曲」等は新しい音楽ジャンルとして認識されはじめる。2008年の中頃にはポップスや打ち込みサウンドを主流としていたボカロ曲に、バンド出身者によるロックが参入してくる、いわゆる「VOCAROCK」が隆盛したとされている。164の初投稿作『shiningray』、DECO*27の初投稿作『僕みたいな君 君みたいな僕』、OneRoom（ジミーサムP）の楽曲『Scene』などがその代表例とされている。またこの時期には、現代音楽やブレイクコアを取り入れたもの（Treow）、プログレッシブ・ロックの影響を受けたもの（sasakure.UK）など、先鋭的な作風でのヒットも見られるようになった。
2008年8月27日にはlivetune feat.初音ミク『Re:package』が初のメジャーで流通したボカロアルバムとなった。同時期に、ニンテンドーDSiのソフト『うごくメモ帳』のサービスが開始し、ボカロ曲のカラオケが本格的に始まったことがボカロ曲の流行にも影響を与えたとされている。
2009年5月にデビューしたwowakaやハチ（米津玄師）などを筆頭に、この頃から「VOCALOIDであること」に焦点を当てた作品だけでなく、後に「VOCALOIDっぽい」と認識されることになるような作風を持つ楽曲も多数生まれてきた。その特徴としては、wowakaの『裏表ラバーズ』でのBPM159・16分音符の早口歌唱や、ハチの楽曲における特徴的な音階（『Persona Alice』のブルー・ノート・スケール、『結ンデ開イテ羅刹ト骸』のメロディック・マイナー・スケール）の採用が挙げられる。また「サビで転調する」歌が多く見られるようになったのもこの時期だとされており、この特徴は後に「2010年の3大ヒットボカロ曲」と形容されるwowakaの『ワールズエンド・ダンスホール』、DECO*27の『モザイクロール』、ハチの『マトリョシカ』などの楽曲にも見られる。このほかトーマは2011年5月の『バビロン』において、ポスト・ハードコア的な過剰性・複雑性を取り入れている。
また、2009年頃から当時の若年層がボーカロイド曲を耳にし始めたとされている。2009年にはJOYSOUNDのカラオケランキングで『メルト』がランクイン、2010年にはトップ10曲中の5曲がボーカロイド曲となる程の人気を博した。カラオケ「JOYSOUND×UGA」では、2011年のVOCALOIDの演奏回数は前年の1.7倍に達し、徐々にボカロ曲が裾野を広げていったことが窺える。同年から2012年ごろにかけてはメディアを通してボカロ曲が世間に広まっていった時期とされており、たとえば2011年9月17日にニコニコ動画上に投稿された黒うさPの楽曲『千本桜』は、カラオケなどを介して広く伝搬していった。
この間、後のwowakaやハチの活動停止を受けて、2011年から彼らの影響を受けたと考えられている楽曲も多数登場した。例えば、2011年11月からボカロPとしての活動を開始したkemuのデビュー曲『人生リセットボタン』はBPM200という速いテンポに16分音符を使用したロック音楽となっている。2013年3月に投稿された日向電工のヒット曲『ブリキノダンス』には16分音符の早口歌唱を始めとした、wowakaの影響を受けたと考えられるような特徴も数多く見受けられる。
2012年頃には『カゲロウプロジェクト』に代表される「プロジェクト系」の進行が見られた。他にも椎名もたの楽曲『ストロボラスト』はJust the Two of Us進行とリリースカットピアノを共に用いるという新たな音楽ジャンルを切り開いた。「リリースカットピアノ」は、2012年に投稿されたlumoの楽曲『逃避ケア』、2013年に投稿された150Pの楽曲『孤独ノ隠レンボ』、2013年にスズム名義で投稿された楽曲『世界寿命と最後の一日』、2014年に投稿されたまふまふの楽曲『戯曲とデフォルメ都市』などにみられ、2016年以降のボーカロイド曲にも影響を与えた。
中国では2012年頃より「VOCALOID CHINA PROJECT(現・Vsinger)」の洛天依を始めとした中国語VOCALOIDにより、Bilibiliで独自の文化を形成していくことになる。

### 「焼け野原」を超えて
2013年中頃にkemuとトーマの活動が一時的に中断され、『カゲロウプロジェクト』のメディア展開も一旦完結した。プロジェクト系の衰退がみられたこの時期は、ボカロ史においては「衰退期」「焼け野原」と呼ばれている。
ボカロ業界が「焼け野原」になった一方、高速を特徴としたロック風の楽曲に代わるポップス風の楽曲が流行した。この頃に流行した曲としてスズム名義で投稿された楽曲『世界寿命と最後の一日』、TOKOTOKO（西沢さんP）の楽曲『夜もすがら君想ふ』、ユジーの『ミルククラウン・オン・ソーネチカ』、想太の『いかないで』、n-bunaの『ウミユリ海底譚』や『夜明けと蛍』、Orangestarの『イヤホンと蝉時雨』や『アスノヨゾラ哨戒班』などが挙げられる。HoneyWorks、とあ、40mPなどのボカロPも同時代に活動している。これは、高速ロックの流行が落ち着いたことに伴ってポップスが表面化したことが関係していると考えられている。2014年にはニコニコ動画において海外Pとしては初めてミリオンを達成したCrusher-Pの『ECHO』が投稿されている。
2014年のJOYSOUNDカラオケ年代別ランキングでは10代のトップ20のランキングで、20曲中11曲がボカロ曲であるという結果となった。同ランキングにおいて40代の第5位にランクインした『千本桜』は、2015年に小林幸子が紅白歌合戦において歌唱している。
2016年1月にDECO*27が楽曲『ゴーストルール』を投稿し、その後、2016年4月に投稿されたナユタン星人の楽曲『エイリアンエイリアン』、Neruの『脱法ロック』、和田たけあきの『チュルリラ・チュルリラ・ダッダッダ!』、有機酸（神山羊）の『lili.』などが人気を集め、再び勢いが盛んになった。この時期にはコンピレーションアルバムシリーズ『ドンツーミュージック』や『モノカラーガールスーパーノヴァ』に代表されるようなダンスロックの流行が見られた。
同年9月にぬゆりが発表した『フラジール』は、エレクトロスウィングや、音がスパッと切れることが特徴となっている「リリースカットピアノ」の流行に寄与した。また、『フラジール』は同年10月に有機酸（神山羊）が投稿した『lili.』とともに「エレクトロニックミュージック」の枠組みで語られることもある。また、バルーン、ぬゆり、有機酸などのボカロPのヒット曲で「v flower」が使用されたのもこの時期である。同年10月にはバルーン（須田景凪）が『シャルル』のボカロバージョンを投稿した数日後に自ら『シャルル』を歌ったセルフカバーのミュージックビデオを発表したことからボカロP自身がボカロ曲を歌うことも増加したと和田たけあきは話している。これらの楽曲には前述のJust the Two of Us進行が使用されているという共通点がある。同時代の邦楽の場合、この進行はネオ・シティポップ、Kawaii Future Bassなどで使用されており、R Sound Designの「帝国少女」はこの流れを汲んでいるといえる。

### 初音ミク10周年とYouTubeの台頭
2017年には、wowakaなどからの影響を受けて独自のメタル的なフレーズと特徴的な音色の合成を多用した楽曲を製作したボカロPのMARETUが同年に投稿した楽曲4曲全てで100万回再生を記録した。また、kemuの影響を受けた後にシンセを排した独自の音楽路線に転向したかいりきベアもヒット曲を叩き出した。同年12月投稿のツミキの『トウキョウダイバアフェイクショウ』がヒットを記録するなど、リリースカットピアノや200を超える高BPMを特徴した楽曲の流行も見られた。
2017年は初音ミク10周年を迎え、wowaka、kemu、ハチなどのボカロPの楽曲が久しぶりに投稿された。wowakaは楽曲『アンノウン・マザーグース』でヒットを叩き出した。初音ミク10周年を記念した「初音ミク「マジカルミライ 2017」」のテーマソングで、ニコニコ動画に投稿されたボーカロイド曲として歴代最速でミリオン再生を記録したハチの楽曲『砂の惑星』は、2017年当時のボカロシーンとニコニコ動画の盛衰を風刺したものと言われており、後にナユタン星人やsyudouらがアンサーソングを発表した。この曲で風刺されたように、ヒット楽曲の主要な投稿先が、ニコニコ動画よりはYouTubeに移行したのも2017年とされており、その先駆けの一つとされているカンザキイオリの楽曲『命に嫌われている。』がYouTube上に投稿されたのもこの時期である。この楽曲のまふまふによる「歌ってみた」動画は現在YouTubeで1億回再生を突破している。この頃から、YouTube上での活動に際して、こんにちは谷田さん（キタニタツヤ）、しーくん（seeeeecun）、有機酸（神山羊）、MI8k（YUUKI MIYAKE）、mao sasagawa（笹川真生）、はるまきごはん、Eve（歌い手としても活動していた）などに代表される、ボーカロイド曲のセルフカバーを投稿してシンガーソングライターデビューを果たすという流れが本格化した。また、「和」の雰囲気の楽曲を作る羽生まゐごや一二三、その逆に洋楽に影響されたGuianoなどが登場している。
2018年2月にはみきとPの楽曲『ロキ』が投稿され、同年12月の「YouTube FanFest」でVTuberのキズナアイとミライアカリがmajikoとともに『ロキ』を熱唱するなどの展開を見せた。2018年10月には煮ル果実の楽曲『紗痲』が、2019年2月にはBPM69という低速の楽曲となった煮ル果実の楽曲『ヲズワルド』がヒットした。2019年1月にはエレクトロニックミュージックやJust the Two of Us進行の流れを組んだsyudouの楽曲『ビターチョコデコレーション』がヒットを記録するなどの現象も起こった。煮ル果実とsyudouに代表されるトラップとヒップホップの流れは、ハチの楽曲『砂の惑星』の系譜を組んだものとなっている。2019年4月には、同様にエレクトロニックミュージックに位置づけられるAyase（YOASOBIのコンポーザーも務める）の楽曲『ラストリゾート』がYouTube上に投稿されている。また、この頃すりぃが1分ジャストの曲の中で起承転結を成立させ、キャッチーさと物足りなさを作り出すことで中毒性を生む、という手法でヒット。
2019年8月に楽曲『オートファジー』で、2020年4月に『ボッカデラベリタ』でヒットした柊キライは、クラブミュージック、エレクトロ・スウィングを中心とした幅広いジャンルの要素を取り込んだ曲風で人気を博した。2020年5月に楽曲『百鬼祭』でデビューし、2作目の『KING』で大ヒットを記録したKanariaは、ロック調ではないシンセや電子ビートなどを特徴とした曲風、2分半という曲の短さなどで人気を博した。この頃発表した楽曲がヒットを記録した人物として、john、Peg、wotaku、獅子志司、SEVENTHLINKS、マイキP、シャノン、Aqu3raなどの名前が挙げられる。また、てにをはも2020年2月に『ヴィラン』で再度ヒットを果たした。

### 再ブーム到来
2020年5月、ボカロPのちいたなによって、Twitter上のハッシュタグ「#vocaloPost」が登場し、徐々に広がりを見せ始めた。2020年12月からはボカロの祭典「The VOCALOID Collection」が開催され、柊マグネタイトや卯花ロク、Fushiなどへ注目が集まった。2020年9月30日にサービス開始したゲームアプリ『プロジェクトセカイ カラフルステージ! feat. 初音ミク』は、ユーザー全体の8割を20代前半までのユーザーが占め、特に10代が5割から6割ほどを占めている。『プロジェクトセカイ』への提供曲であるすりぃの『限りなく灰色へ』やAyaseの『シネマ』は年内に100万再生を突破し、sasakure.UKの『トンデモワンダーズ』はTikTok上での話題曲となった。ボカロPのMitchie Mは、給食の時間に『アイドル親鋭隊』が流れたとするツイートを何度も見かけたことに触れながら、『プロジェクトセカイ』を通じて以前のボカロ層以外もボカロを聴くようになったと話している。他にも、DECO*27の『ヴァンパイア』、ピノキオピーの『神っぽいな』、すりぃの『エゴロック』、wotakuの『シャンティ』などの歌ってみた動画が多数投稿された。また、ポップスに属しながら、「混沌としていながら破綻はしておらず、不思議と統制は取れている」と評されるいよわが『きゅうくらりん』で、wowakaやヒトリエへのリスペクトを感じさせる一方、ギターのエディットや歌愛ユキの使用などで独自色を見せる稲葉曇が『ラグトレイン』で、EDMやプログレッシブ・ハウス、ダブステップを取り入れた音楽性と、難解な語彙を用いた歌詞や壮大な世界観をもつ柊マグネタイトが『マーシャル・マキシマイザー』で、ビリー・アイリッシュから影響を受け、トラップと「病み」「メンヘラ」要素を組み合わせたなきそが『ド屑』でそれぞれ注目を集めた。
TikTokを中心に流行したChinozoの楽曲『グッバイ宣言』は2021年8月にハチの『砂の惑星』を超えてYouTubeでのボカロ曲再生回数の最高記録を塗り替えた。『グッバイ宣言』は2021年10月に書籍化される。他に2021年頃にTikTokで話題となった曲としては、かいりきベアの『ベノム』、ナユタン星人の『惑星ループ』、キノシタの『ポッピンキャンディ☆フィーバー!』などがある。
2022年12月7日からは、ニコニコ動画でのボカロ曲の動画再生回数やコメント数などのデータを元にBillboard JAPANが発表する音楽チャート「ニコニコ VOCALOID SONGS TOP20」が開始されている。

## 特徴
京都精華大学教授の末次智は、学生たちの歌うボーカロイド曲の特徴として、圧倒的な言葉量とJ-POPとは違う速さが目立つことを挙げている。Real Soundでの研究では、ボーカロイド曲は邦楽よりもサビの転調の割合が高いとしている。宮本強は歌詞とメロディの情報を入力するだけで楽曲内のボーカルパートが作れることを特徴として挙げている。ボーカロイド曲は、歌声合成の一種のため、作曲者が意図的にブレス音を挿入しない限りはブレス音が楽曲の中で登場しないため、ユーザーが歌うことを想定すると適切な位置へのブレス音の挿入が必要だと考えられている。著名なボーカロイド曲で、ブレスの位置はフレーズの間に挿入される可能性が高く、フレーズはボーカル（ボーカロイド）の言語的・歌声的特徴によるものが多い。
論文『ボーカロイドの人気曲における歌詞とメロディの関係の解析』では、VOCALOIDが人気となっている理由として、音域やテンポなどの関係で人間が歌唱しにくい歌を歌えることを挙げている。また、研究結果では人気のボーカロイド曲は普通のボーカロイド曲よりも発生時間が短く、テンポが速く、早口であるという結果が出ている。また、人間が歌う楽曲よりもテンポが高く、発生時間が短いとの結果も出ている。また、全体的に音域が広い楽曲が人気となっている傾向があるとの結論も付けられている。

## ジャンルとしてのボカロ
前述の通り、従来のJ-POPと曲調が異なる場合、独立したジャンルとして認識される。大手カラオケ各社では歌う曲を選ぶ際に「ボカロ」という選択肢を設定しており、また、ボカロ曲の人気ランキングを発表している。ボカロの楽曲は更に細分化したサブジャンルを形成している。

### ゲーム・ネットカルチャーボカロ曲
ゲームやネット用語が歌詞になっている事もある。歌手がゲーム由来の回転しながら歌う等のネタ曲アゴアニキP『ダブルラリアット』等。
また変わった題材が有名になることもある。イエヴァン・ポルッカは元々フィンランド民謡であるが、2006年頃、インターネット上のフラッシュアニメーション（『BLEACH』の井上織姫のネギを振るシーンをループさせたもの）が人気となり、2007年頃、それをもとにして初音ミクがイエヴァン・ポルッカを歌唱しネギを振る動画が流行。ネギ設定や、イエヴァン・ポルッカの歌詞やリズム「ア、ラッ、ツァ、ツァー、ヤ〜」など多くに影響を与える。

### 早口(高速歌唱)ボカロ曲
ボカロ曲に多く見られる特徴「早口」
「高速歌唱」曲と呼ぶこともある
。
cosMo@暴走P『初音ミクの消失』、ラマーズP『おちゃめ機能』
、wowaka『裏表ラバーズ』等

### 広音域(高音、低音等)ボカロ曲
前述「音域が広い」特徴を備えたボカロ曲
。
バルーン『シャルル』等

### ボカロック(ボカロ的なロック)
ボカロック(Vocarock)、前述の「テンポが速い」、「早口」、「音域が広い」等のボカロ的特徴をいくつか備えたロック。「ラッタッタ」「パッパッパ」等のフレーズが印象的
椎名もた『Q』、かいりきベア『ベノム』、ナナヲアカリ（作曲 ナユタン星人）『Higher's High』、『ダダダダ天使』等。

### 電波ソング系ボカロ
電波ソングはネットカルチャーを経由して進化した。P丸様。『シル・ヴ・プレジデント』等。

### 高速早口ロック
wowaka『裏表ラバーズ』等に見られる
。

### 和風ボカロ
日本らしさをヨナ抜き音階やダウンビートや和楽器等を用いて表現した曲も数多く発表されている。黒うさP『千本桜』等。

### エレクトロ・スウィング調
エレクトロ・スウィング曲調。柊キライ『エバ』等。

### ダンスミュージック曲調、エレクトロ・ハウス曲調
エレクトロ・ハウス曲調、ネット音楽であるボカロはエレクトロハウスの影響も多く有る。Easy Pop『ハッピーシンセサイザ』、八王子Pの多くの楽曲、Kanaria『KING』等
エレクトロ的ではあるが新しいジャンルといえるような曲もある。例えばうたたP『こちら、幸福安心委員会です。』『永遠に幸せになる方法、見つけました。』は「エレクトロ＋演説」等と呼ばれた。

### エレクトロ、ドラムンベース曲調
ドラムンベース曲調は、iroha（sasaki）『炉心融解』、さつき が てんこもり『ネトゲ廃人シュプレヒコール』、じん『人造エネミー』『メカクシコード』等に使用されている。

### エレクトロ、ダブステップ曲調
ダブステップ曲調はきくお『ごめんね ごめんね』等に使用されている。

### エレクトロニカ・アンビエント曲調
ボカロには「怖い」「ホラー」「病み」と形容される曲があり、エレクトロニカやアンビエントな曲調である。きくお(きくおP)の多くの楽曲、古川本舗『Alice feat. 拝郷メイコ』等。

### リリースカットピアノボカロ曲
前述の通り「リリースカットピアノ」を多用したボカロ曲もある。

### 夜好性
ヨルシカ、ずっと真夜中でいいのに。YOASOBI等に見られる静かな、アンビエントやローファイヒップホップ(ローファイ音楽)的志向
の曲

コード進行(「Just The Two of Us」コード進行)に特徴があると指摘される事もある。

### 歌うボイスロイド
VOICEROIDなどの音声合成ソフトウェアに読み上げさせた音声をDAWソフトウェアによってピッチ調整したもの、もしくは音声合成ソフトウェア上で声の高さを調整することにより歌わせたもの。2015年にVOICEROID上で歌わせる方法を解説した動画が投稿され、2016年にはvsqxファイルを読み込ませることで自動調声することができるソフトウェア「KotonoSync」が公開されたことにより楽曲数が増加していった。「The VOCALOID Collection」の応募対象として例示される等広義のボカロとして扱われている。GYARI『Seyana.』、電ǂ鯨 『クーネル・エンゲイザー』等

## 音楽ゲームでの利用
ボカロ曲は音楽ゲーム（音ゲー）に利用される事もある。
ボカロ曲は前述の通り、速い、音域が広い、音符が多い等の特徴を持っている場合もある為、ゲーム用音楽としては難易度の高い曲とされる事もある。

## 邦楽シーンへの進出
80年代後期よりパーソナルコンピューター「Amiga」内蔵の音声合成機能「Sayプログラム」を音楽への転用していたミュージシャンの平沢進は、2005年発表の曲『確率の丘』や、2006年発表の曲『白虎野の娘』などで女性コーラスに最初期のボーカロイドとされている『LOLA』を使用、またライブでの女性ボーカルにも利用している。『白虎野の娘』はアメリカ合衆国で行われた第79回アカデミー賞歌曲賞部門ノミネート候補となった。「ユリイカ2008年12月臨時増刊号　総特集＝初音ミク」では、平沢は「バーチャルな 「女性」 への欲望とは何か」の表題でインタビューを受けた。
2009年8月12日にsupercellが『君の知らない物語』をリリースし、ボカロPのアーティストデビューの道を切り開いた。

### ボカロPが自らの歌唱でデビュー
ボカロPのハチとしても活動していた米津玄師は、ボーカロイドに歌わせるのではなく、自らの歌唱パフォーマンスで2018年に第69回NHK紅白歌合戦に出場した。2018年にはボカロP・有機酸が、神山羊名義でミュージシャン活動を開始した。また、『シャルル』を代表曲にもつボカロPのバルーンは須田景凪としてデビューした。
ボカロP・Eveの楽曲『廻廻奇譚』は、アニメ『呪術廻戦』の第1クールのオープニングテーマに起用された。ボカロPとしても活動するまふまふは、2021年にカンザキイオリのボカロ曲『命に嫌われている。』で第72回NHK紅白歌合戦に出場している。

### 夜好性
ボカロPとして活動歴があるコンポーザーのn-bunaとヴォーカリストのsuisからなるバンド「ヨルシカ」、ボカロPとして活動するAyaseとボーカリストのikuraからなる音楽ユニット「YOASOBI」、ボカロPの「ぬゆり」と共作したデビュー曲『秒針を噛む』でブレイクした「ずっと真夜中でいいのに。」の3組はDTM打ち込みサウンドに限らず生バンドで演奏する形を用意しファンは「夜好性」と呼ばれ、3組は「ネットカルチャー発の次世代型アーティスト」として注目された。2020年新型コロナウイルス禍で日本中がステイホームを強いられていた頃に流行したとされる。音楽評論家冨田明宏は「“夜好性”というくらいだから、3組とも夜の音楽らしさがある。しかも、夜に騒ぐというより、ひとり夜の部屋で静かに聴くようなもの。」と評論している。
YOASOBIの『夜に駆ける』は、2020年6月15日付のBillboard JAPAN総合ソング・チャート“JAPAN HOT 100”で3週間連続、1位を獲得し、ヨルシカの『花に亡霊』は2020年7月13日付のBillboard JAPANアニメチャート“JAPAN Hot Animation”で2位にランクインした。YOASOBIは、2020年の第71回NHK紅白歌合戦では『夜に駆ける』、2021年の第72回NHK紅白歌合戦では『群青』を披露している。
その他、R Sound Design、
yama、くじら (作曲家)、すいそうぐらし、ヰ世界情緒、THE BINARY、空白ごっこ、ツユ、月詠み、DUSTCELL、三月のパンタシア等は同じ様な特徴を備える事から同じまたは近い音楽ジャンルのアーティストとされる場合もある。

### ボカロP+歌い手ユニット
ボカロP・くじらが作曲提供した『春を告げる』で話題となったyamaや、syudouが作曲提供した『うっせぇわ』で社会現象を起こしたAdoが登場するなど、ボカロPが作詞・作曲に携わった楽曲も有名になった。『うっせぇわ』は2021年の「新語・流行語大賞」トップテンにも選出されている。
また、ボカロPと若手シンガーソングライター集団ぷらそにか出身歌手とのユニットとして前述のYOASOBIの他NOMELON NOLEMON等がある。

### アニメソングへの起用
アニメソングに起用されることもしばしばある。事例としてはMAISONdes、美波 (シンガーソングライター), SAKURAmoti『アイウエ』（2022年アニメうる星やつらOP）、ツミキ『トウキョウ・シャンディ・ランデヴ』（2022年アニメうる星やつらED）、TOOBOE『錠剤』（2022年アニメチェンソーマンED）など。

## メディア展開
2010年8月、ボーカロイド曲をノベライズした「ボカロ小説」の先駆けとなった悪ノPの小説『悪ノ娘』シリーズが始まった。
2011年2月に『人造エネミー』でボカロPデビューを果たしたじんは、ドラムンベースの楽曲からBPM200超えの楽曲が多いロック系の楽曲へ転向してから2011年9月30日にニコニコ動画に投稿した楽曲『カゲロウデイズ』で人気を博し、以後、「カゲロウプロジェクト」のメディア展開とともに、ニコニコ動画と音楽業界の一部からしか認知がなかった音楽ジャンルとしての「ボカロ」の認知度が急速に上昇した。2012年5月には150Pの『終焉ノ栞プロジェクト』、同年7月にはてにをはの『女学生探偵シリーズ』、同年12月にはぷす（じっぷす）の『ヘイセイプロジェクト』が始動するなど、「プロジェクト系」の進行が見られた。また、2013年3月には『千本桜』がノベライズされるなど、多種多様なボーカロイド曲のノベライズが実施されている。2012年2月に刊行されたボカロ小説『桜ノ雨』が2015年に実写映画化されるなど、映画方面でのメディア利用も数多くなされている。「プロジェクト系」は2013年中頃に衰退し、「焼け野原」などと表現される時代が到来した。
2012年には、kzの楽曲『Tell Your World』が「Google Chromeグローバルキャンペーン」のCMソングに起用され、VOCALOID曲の存在の認知が広まっていった。
2017年7月には、グラミー賞を受賞した経験を持つグループ「アウトキャスト」のメンバー「ビッグ・ボーイ」がアルバム『BOOMIVERSE』をリリースし、その中で初音ミクの楽曲をサンプリングした楽曲『Kill Jill』を収録している。
2017年9月には初音ミク生誕10周年を記念して『初音ミク Sings “手塚治虫と冨田勲の音楽を生演奏で”』と題されたアルバムが出されている。
2020年9月にはボーカロイド曲を主に取り扱ったアプリ『プロジェクトセカイ カラフルステージ! feat. 初音ミク』がリリースされた。

## 音声合成ソフトの多様化
VOCALOIDは2019年3月に発売された「鳴花ヒメ・ミコト」からVOCALOID6発売まで新製品が出されなかった一方、システムにAIを組み込んだCeVIOやNEUTRINO、Synthesizer Vの台頭が始まった。2020年に発表されたNEUTRINOを使用した「AI東北きりたん」は、それまでの合成音声とは一線を画す自然な歌声で話題を集めた。2021年にはそれまでボカロで製品を出していたAHSや1st PLACE等の会社がCeVIO AIやSynthesizer Vに参入した。また、同じくCeVIO AIを使用したバーチャルシンガー・花譜の音楽的同位体である可不の広まりで、syudouの『キュートなカノジョ』、ツミキの『フォニイ』などの可不を使ったヒット曲も誕生した。その一方でクリプトン・フューチャー・メディアも独自の音声合成エンジンを使用した「初音ミクNT」を発売している。
これらのソフトはVOCALOIDとは直接関係の無いソフトであるが、歌声合成ソフト全般を指した総称としてボカロと一括りに言われる事がしばしばある。楽曲においてもこれらのソフトを使った楽曲もボカロ曲と呼ばれる事がある。

## ボカロ曲の著作権を巡る動き
2007年末にはボカロ曲がJASRAC管理楽曲になっていることから、初音ミクを使用したボカロ曲（二次創作）が制限される危惧が高まると考えたユーザーなどの間で騒動が発生し、2007年12月25日にドワンゴ・ミュージックパブリッシングとクリプトン・フューチャー・メディアが共同コメントを出すまでに至った。このとき、今後は「初音ミク」関連のコンテンツを配信するケースでは、データ製作者との契約を優先し、契約締結までの間に自動的にJASRACに登録される事態は起こさないことなどが確約され、初音ミクの二次利用への規制に対する危惧は緩和された。しかし、『みくみくにしてあげる♪【してやんよ】』がJASRACの信託楽曲になると、カラオケや着うたへの使用が増加した代わりに、ブログパーツの「ふるみっくプレーヤー」や初音ミクの楽曲のまとめサイトなどから歌詞や動画が消え、作詞・作曲のika_moは「もうけ主義」と批判を浴びて、ブログを閉じる事態にまで発展した。この事態が影響して、「カラオケで使用されてもボーカロイド曲には著作権使用料が発生しない」という事態が発生した。これに対して、デッドボールPは「JASRACに信託するのが現状ではほぼ唯一の方法」と語ったが、「作家の収入確保なんてケチ臭い」などの批判的な意見も多数寄せられる事態にもなった。その中で、2010年11月にクリプトン・フューチャー・メディア株式会社はVOCALOID曲のクリエイターがカラオケなどの楽曲利用で発生する著作権使用料収入を正当に受けられるための音楽出版事業を始めたと発表した。